# Énergie potentielle de convection disponible
L'énergie potentielle de convection disponible (EPCD), en anglais convective available potential energy (CAPE), est l'énergie potentielle par unité de masse qu'a une parcelle d'air plus chaude que son environnement, ce qui se traduit par une poussée d'Archimède ascensionnelle. Cela se produit dès qu'on dépasse le niveau de convection libre de la masse d'air. L'EPCD se mesure en joules par kilogramme (J/kg) ou, ce qui est équivalent mais moins couramment utilisé, en mètres carrés par seconde carrée (m2/s2).

## Description
Une parcelle d'air chauffée à une température supérieure à l'air ambiant est moins dense que ce dernier et subira une accélération verticale. Sa propre température varie selon la loi des gaz parfaits ({\displaystyle pV=nRT}) tout au long de son ascension. La parcelle continuera sa montée jusqu'à ce qu'elle atteigne une altitude où sa température égale celle de l'air ambiant. Il y aura ensuite décélération si elle devient plus froide car elle devient alors plus dense que l'environnement. On calcule l'énergie accumulée par la parcelle entre le début de la montée et le point où la parcelle redevient de même température que l'environnement par l'intégrale de l'aire entre les deux courbes de température virtuelle (incluant l'effet de l'humidité) :
{\displaystyle {\text{EPCD}}=\int \limits _{\text{NCL}}^{\text{NE}}g\left({\frac {\rm {Tv_{par}-Tv_{env}}}{\rm {Tv_{env}}}}\right)\,\mathrm {d} z\qquad \qquad {\begin{cases}\scriptstyle g\ =\ \mathrm {Acc{\acute {e}}leration\ de\ la\ pesanteur} \ \approx \ 9,8\,{\rm {m/s^{2}}}\\\mathrm {\scriptstyle {Tv_{env}\ =\ Temp{\acute {e}}rature\ virtuelle\ de\ l'environnement}} \\\mathrm {\scriptstyle {Tv_{par}\ =\ Temp{\acute {e}}rature\ virtuelle\ de\ la\ parcelle}} \\\mathrm {\scriptstyle {NCL\ =\ Niveau\ de\ convection\ libre}} \\\mathrm {\scriptstyle {NE\ =\ Niveau\ d'{\acute {e}}quilibre}} \end{cases}}}
Puisque cette énergie potentielle se transforme en mouvement, on peut donc calculer la vitesse maximale du courant ascendant créé en égalant l'EPCD à l'équation de l'énergie cinétique par unité de masse (Ec). Ceci n'est valide que dans le cas sans friction et sans mélange avec l'air ambiant :
{\displaystyle \mathrm {EPCD} =E_{c}={\frac {w^{2}}{2}}\qquad \qquad {\begin{cases}\scriptstyle w={\text{vitesse ascensionnelle}}\end{cases}}}
Donc :
{\displaystyle w={\sqrt {2\cdot {\rm {EPCD}}}}}
En pratique, à cause de l'entraînement atmosphérique, la vitesse maximale des courants ascendants doit être divisée par 2
et l'on obtient alors :
{\displaystyle w_{M}={\sqrt {{\rm {EPCD}} \over 2}}}
Ainsi, avec une EPCD de 6 000 J/kg (qui est une valeur extrême), la vitesse maximale du courant ascendant serait de 55 m/s qui est une valeur raisonnable eu égard aux circonstances. L'EPCD est plus généralement de l'ordre de 500 à 2 000 J/kg et une valeur moyenne de 1 000 J/kg correspond à 22 m/s, ce qui est aussi une valeur raisonnable pour un orage d'intensité moyenne.

## Méthode de la particule

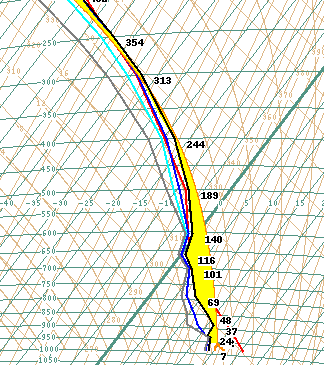
La zone en jaune sous le niveau 313 sur ce téphigramme représente l'EPCD

La méthode de la particule est utilisée pour suivre le changement de température de la particule avec l'altitude grâce aux différents diagrammes thermodynamiques. Elle consiste à suivre l'état de stabilité hydrostatique de l'atmosphère en fonction du déplacement vertical d'une particule d'air, l'air environnant étant supposé rester au repos. Seuls le téphigramme et le Skew-T permettent cependant de calculer directement l'énergie potentielle de convection disponible (EPCD) par l'aire entre la température de la particule et celle de l'environnement.
Dans la figure à droite, la ligne orange représente la température d'une parcelle d'air et celle en noir la température de l'environnement. En bas du niveau 313 (31 300 pieds), la parcelle est plus chaude et son EPCD est la zone jaune entre les deux lignes. Au-dessus du niveau 313, la parcelle en ascension devient plus froide que l'environnement et la zone jaune qu'on y retrouve est négative et représente la zone de décélération de la parcelle. Quand cette dernière zone est égale à celle de l'EPCD, la parcelle a atteint une vitesse nulle et sa hauteur maximale.

## Relation avec la sévérité des orages

### Introduction
L'EPCD est un des paramètres utilisé pour estimer le potentiel de violence d'un orage. En effet, plus le courant ascendant est fort, plus il pourra supporter de gros grêlons, ou une masse importante de précipitations. En plus, si le courant en ascension est doté d'une certaine rotation, il y a une bonne possibilité de développement de tornades. Cependant, l'EPCD n'est pas le seul facteur car le cisaillement du vent avec l'altitude est également crucial.
Voici des valeurs typiques de l'EPCD :
- 0 à 1 000 J/kg : marginalement instable donnant des averses ou des orages ordinaires ;
- 1000 à 2 500 J/kg : modérément instable donnant des orages qui peuvent être violents ;
- 2500 à 3 500 J/kg : très instable donnant des orages violents ;
- 3 500 J/kg ou plus : extrêmement instable et très favorable à des orages violents généralisés.

### Prédiction de la violence des orages
Les orages se forment lorsque les parcelles d'air s'élèvent dans l'atmosphère pour former des nuages de type cumulonimbus dont le sommet est formé de cristaux de glace. Ce phénomène, appelé convection profonde, se produit lorsque la parcelle d'air saturée s'élève d'elle-même car devenant de plus en plus chaude par rapport à l'air environnant. L'atmosphère terrestre est généralement plus chaude au voisinage de la surface terrestre qu'en altitude dans la troposphère. Le taux de variation de la température avec l'altitude est appelé gradient thermique. Si celui-ci est supérieur au gradient thermique saturé alors la parcelle mise en mouvement vers le haut va s'accélérer car cette parcelle sera de plus en plus chaude et donc de moins en moins dense par rapport à l'air environnant.
La quantité d'énergie potentielle convective (EPCD) disponible et le niveau de convection libre déterminent la vitesse des courants ascendants. Une énergie potentielle de convection disponible ayant des valeurs extrêmes peut être à l'origine d'un développement explosif d'orages ; un tel développement se produit lorsqu'une couche d'inversion de température qui bloquait tout développement convectif significatif est transpercée à la manière d'un couvercle de casserole d'eau en train de bouillir. Ce phénomène est courant en Europe du Nord en été lorsqu'une masse d'air du Sahara advecte en moyenne altitude. Cette masse d'air bloque initialement toute convection significative et l'air près du sol devient de plus en plus chaud jusqu'à ce que « le couvercle saute ». La quantité d'EPCD détermine aussi le montant de vorticité qui est entraînée et par la suite amplifiée dans les courants ascendants à l'origine du développement tornadique. Tandis que l'EPCD calculée entre 0 km et 3 km est déterminante pour la formation de tornades, la quantité d'EPCD aux niveaux moyens de l'atmosphère est déterminante pour la formation d'orages supercellulaires. Ainsi, la très grosse grêle ne pourra se former qu'en cas de courants ascendants violents et donc d'EPCD importante, bien que le courant ascendant en rotation tende à devenir plus vigoureux lorsque l'EPCD est moindre. Une EPCD importante tend aussi à favoriser le nombre d'éclairs.
Deux épisodes célèbres de mauvais temps se sont produits lors d'EPCD de plus de 5 000 J/kg. Deux heures avant les tornades de l'Oklahoma du 3 mai 1999 le sondage atmosphérique d'Oklahoma City a indiqué une EPCD de 5 000 J/kg environ.
Deux heures plus tard, une tornade de force EF5 avait ravagé la banlieue sud de la ville. À nouveau, le 4 mai 2007, une EPCD entre 5 200 et 5 700 J/kg fut atteinte et une tornade EF5 a ravagé Greensburg (Kansas). Pendant ces deux jours il était clair que des tornades se développeraient ; les valeurs exceptionnelles d'EPCD n'ont cependant pas été le facteur déclenchant. Cependant, des valeurs extrêmes d'EPCD sont à l'origine de courants ascendants ou descendants atteignant des vitesses phénoménales. Ainsi, des événements comme les tornades EF5 qui frappèrent Plainfield (Illinois) le 28 août 1990 et Jarrell (Texas) le 27 mai 1997 ne se sont pas produits quand le risque de tornades violentes était apparemment élevé. L'EPCD a été estimée à 7 000 J/kg à Plainfield et à Jarrel.
Du mauvais temps violent et des tornades peuvent se développer par de faibles EPCD (de l'ordre de 1 000 J/kg). Un bon exemple est l'événement tornadique d'Utica (en) qui se produisit en Illinois et Indiana le 20 avril 2004. L'EPCD globale était peu importante mais l'EPCD était importante dans les basses couches de l'atmosphère; elle a engendré des orages supercellulaires de faible épaisseur à l'origine de tornades intenses et de longue durée.